# Hardoi
Pour les articles homonymes, voir Hardoi (homonymie).
Hardoi (hindî : हरदोई) est une ville de l'État de l'Uttar Pradesh en Inde et le chef-lieu du district homonyme.

## Géographie
Hardoi est située à 110 km de Lucknow (capitale de l'Uttar Pradesh), à 140 km de Kanpur et à 394 km de New Delhi, à une altitude de 152 mètres.

## Histoire
Le nom Hardoi viendrait de la déformation de son ancien nom, Haridrohi, qui en hindî signifie « opposé à Dieu ». D'après une histoire mythologique, la ville fut dirigée il y a très longtemps par un roi, Hirnakashyap, qui ne croyait pas en Dieu, et considérait être lui-même un dieu. Il voulait que le peuple le vénère mais son fils Prahlad se rebella. Il essaya de tuer son fils par divers moyens mais échoua à chaque fois. Plus tard, pour sauver Prahlad, Dieu lui-même vint et tua le Hirnakashyap.

## Divers
En janvier 1998, un train de passagers venant de Bareli et à destination de Vârânasî entra en collision avec le Kashi Vishwanath Express dans le district. Il semblerait que le train de passagers ne se soit pas arrêté à un feu rouge dans la gare d'Hardoi.
Le 22 septembre 2002, une bombe explosa dans la ville d'Hardoi et tua 15 personnes.

## Personnalités
- Begum Aizaz Rasul femme politique s'étant mariée dans cet état.